# بيت الورد (الرضمة)

تعديل مصدري - تعديل

بيت الورد هي إحدى قرى عزلة البكرة بمديرية الرضمة التابعة لمحافظة إب، بلغ تعداد سكانها 291 نسمة حسب تعداد اليمن لعام 2004.